# Sistema bancário livre
Sistema bancário livre  é aquele em que os bancos não estão sujeitos a regulamentações específicas, além daquelas aplicáveis à maioria das empresas, e também são livres para emitir sua própria moeda. Neste sistema, o mercado controla fornecimento, volume total de dinheiro e depósitos que podem ser suportados por qualquer estoque de reservas de caixa, onde tais reservas consistem em commodities escassas (como o ouro) ou de um estoque artificialmente limitado de moeda fiduciária emitida por um banco central. Nas versões mais estritas de um sistema bancário livre, no entanto, não existe papel para um banco central, ou o suprimento de dinheiro do banco central deve ser permanentemente "congelado". Inexistem, portanto, quaisquer agências capazes de servir como emprestadores de última instância no sentido geralmente entendido do termo. Nem existe nenhum seguro governamental de notas ou depósitos bancários.
Entre seus defensores estão: Fred Foldvary, David D. Friedman, Friedrich Hayek, George Selgin, Lawrence H. White, Steven Horwitz, e Richard Timberlake.

## História

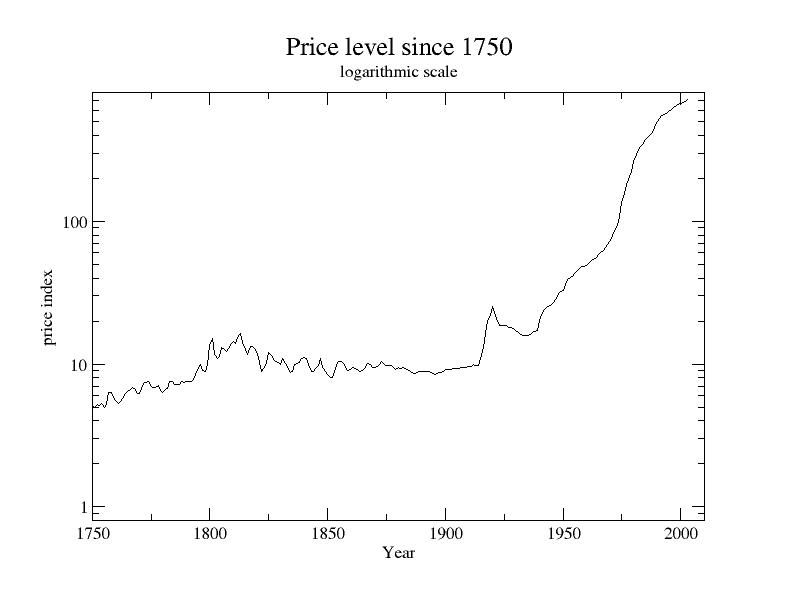
Variação de preços no Reino Unido entre 1750 e 2003. Em fins do século XIX, desenvolveu-se o sistema britânico de bancos centrais.

Instituições bancárias tem sido mais ou menos regulamentadas dependendo da época e local. Em alguns locais e épocas dificilmente tem sido regulamentadas, resultando em certas experiências de sistemas bancários mais ou menos livres. Existiram sistemas bancários livres em mais de 60 países. O primeiro sistema público competitivo de emissão de papel-moeda existiu há mais de mil anos na China. O sistema bancário livre foi generalizado no século XIX e no início do século XX. O livro de Kevin Dowd, The Experience of Free Banking (1992), enumera a maioria dos episódios conhecidos atualmente de free banking e discute em profundidade alguns deles, incluindo de Canadá, Colômbia, Fucheu (China), França e Irlanda. Os acordos monetários com monopólios de emissão de cédulas, incluindo as questões do tesouro nacional, câmaras monetárias e bancos centrais, substituíram todos os episódios de operação bancária livre em meados do século XX. Em 2017, apenas nove países não contam com um banco central: Andorra (embora o Institut Nacional Andorrà de Finances cumpra algumas funções de um banco central), Estados Federados da Micronésia, Ilhas Marshall, Kiribati, Mônaco, Nauru, Palau, Panamá e Tuvalu.  
Houve vários motivos para o desaparecimento do sistema bancário livre: 
1. Teorias econômicas que reivindicam a superioridade do banco central.
2. Desejo de imitar as instituições de economias mais avançadas, especialmente da Grã-Bretanha. O Banco da Inglaterra foi o modelo para muitos bancos centrais posteriores, mesmo fora do Império Britânico.
3. Desejo dos governos nacionais de cobrar taxas (senhoriagem) sobre a emissão de notas.
4. Crises financeiras em alguns sistemas bancários livres, criaram demandas para substituir tais por outros sistemas que os defensores, esperavam, seriam menos problemáticos.

Alguns proeminentes economistas dos séculos 18 e 19 defenderam o sistema livre, principalmente Adam Smith. Após meados do século 19, os economistas interessados em questões monetárias focaram sua atenção em outras questões, e o sistema bancário livre recebeu pouca atenção. O sistema livre voltou a ser debatido entre os economistas em 1976 com o livro The Denationalization of Money, de Friedrich Hayek, que defendeu que os governos nacionais deixem de reivindicar o monopólio da emissão de moeda e permitam que emissores privados, como bancos, voluntariamente concorram para fazê-lo.
Na década de 1980, isso se expandiu para uma teoria cada vez mais elaborada de livre mercado de dinheiro (sem curso forçado) e de atividade bancária, com os proponentes Lawrence White, George Selgin e Charles Timberlake cada vez mais focando seus escritos e pesquisas em torno do conceito, seja em teoria moderna e aplicação, ou pesquisando a história das operações bancárias espontaneamente livres.

### Austrália

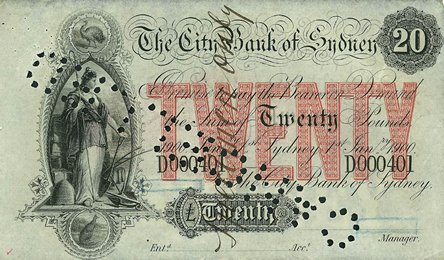
Nota emitida pelo City Bank Of Sydney no início do século XX.

No final do século 19, o sistema bancário da Austrália estava sujeito a pouca regulamentação. Havia quatro grandes bancos com mais de 100 filiais cada, que juntos tinham cerca de metade do setor bancário, e as operações bancárias eram muito mais avançadas do que as de outros países mais regulamentados, como o Reino Unido e os EUA. Os bancos aceitavam notas uns dos outros. As margens de juros eram cerca de 4%/ano. Na década de 1890, uma bolha especulativa imobiliária causou a falência de muitos bancos menores e fundos imobiliários. A legislação de falência implementada no momento deu aos devedores bancários termos generosos em que poderiam se reestruturar, e a maioria dos bancos usou isso como um meio para reestruturar suas dívidas a seu favor, mesmo que na verdade não precisassem. O free banking na Austrália perdurou por quase um século.

### Suíça
No século XIX, vários cantões da Suíça desregulamentaram o sistema bancário, permitindo a livre entrada e emissão de moeda. Os cantões mantiveram a jurisdição sobre os bancos até a promulgação da Lei Federal de Bancos de 1881. A centralização da questão das notas reduziu o problema da existência de "uma variedade desconcertante de notas de qualidades variadas... e das taxas de câmbio flutuantes".

### Escócia

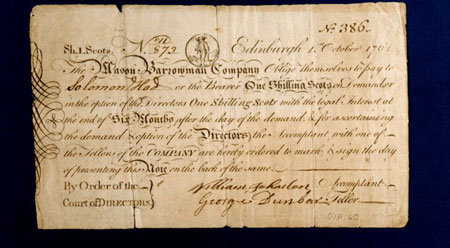
Nota emitida pela Mason Barrowman Company of Edinburgh datada de 1 de Outubro de 1764. Contém uma cláusula que dá aos diretores a opção de não resgatar a nota pela demanda, mas seis meses mais tarde, com pagamento de juros no período.

O sistema bancário escocês, que vigorou de 1716 a 1845, é indiscutivelmente a experiência mais desenvolvida e estudada de free banking. O sistema foi organizado em torno de três bancos licenciados: Bank of Scotland, Royal Bank of Scotland, British Linen Company, e inúmeros bancos não licenciados oficialmente. Isso resultou num sistema bancário altamente estável e competitivo. 

### Estados Unidos
Embora o período de 1837 a 1864 nos EUA seja muitas vezes referido como a Free Banking Era ("Era do Banco Livre"), o termo não é apropriado, pois não refere-se a um sistema geral de "banco livre" no sentido literal descrito anteriormente, mas sim a vários sistemas bancários estaduais baseados nas chamadas leis de "banco livre", que, no entanto, tornaram desnecessário que os novos operadores assegurassem contratos (cada uma deles sujeito a um voto da legislatura estadual), mas restringiu seriamente seus compromissos.   

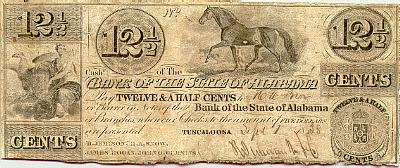
Nota de 12 ½ centavos, do Bank of the State of Alabama, firmada em Tuscaloosa, 1 de Setembro de 1838.

Mais importante ainda, aos "bancos livres" dos EUA era negado o direito de estabelecer redes de agências e tiveram que "garantir" suas notas, comprando e entregando às autoridades bancárias estaduais certos títulos que as autoridades julgavam elegíveis para o efeito. Os valores mobiliários, em muitos casos, incluíam títulos dos próprios governos estaduais. E determinou-se que a depreciação desses mesmos títulos foi a principal causa de quebras de "bancos livres" e, de fato, de falências bancárias em geral, durante o período em questão. A falta de filiais bancárias, por sua vez, fez com que as notas emitidas pelo estado fossem descontadas a taxas variáveis, uma vez que haviam percorrido uma distância considerável de suas fontes. A depreciação de ativos durante este período também é usada para explicar as quebras. Na verdade, a alta taxa de falências bancárias durante a chamada "Era do Banco Livre" nos EUA é atribuída, por vários autores, à regulamentação bancária. Então, de 1863 a 1913, conhecida como "Era dos Bancos Nacionais", bancos estatais oficiais operavam sob um sistema bancário livre. Alguns estudiosos descobriram que o sistema era, em geral, estável quando comparado com os bancos nacionais dessa época.

### Suécia

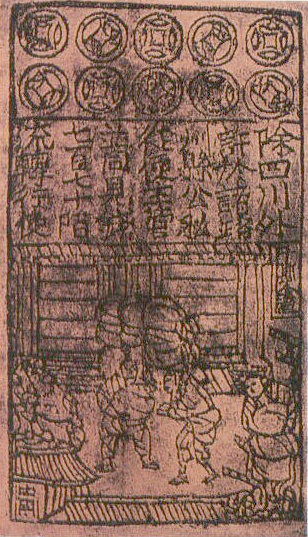
Jiaozi, emitido durante a Dinastia Sung.

A Suécia teve dois períodos de operação bancária livre, 1830-1860 e 1860-1902. Após uma crise bancária em 1857, houve um aumento no apoio popular aos bancos privados e aos emissores de moeda privada (especialmente o Stockholms Enskilda Bank, fundado em 1856). Uma nova lei bancária foi adotada pelo parlamento em 1864, desregulamentando a taxa de juros. As décadas seguintes marcaram o auge da era do free banking sueco. Depois de 1874, não foram fundados novos bancos privados. Em 1901, a emissão de "dinheiro privado" foi proibida. Pesquisas sobre a era do banco livre sueco sugerem estabilidade e uma única falência bancária relacionada à fraude em 70 anos.

### China
Jiaozi foi o papel-moeda criado em torno do século X na cidade de Chengdu, capital de Sichuan, na China. Entre 960 e 1004, a emissão de notas foi inteiramente operada por comerciantes privados. Até que o governo decidiu regulamentar o negócio devido a supostos casos e disputas e fraudes, concedendo 16 licenças aos maiores comerciantes. O Jiaozi (nome que pode ser traduzido como "meio de troca") é apontado como o primeiro papel-moeda real da história.

## Relevância moderna
No início do século XXI, ocorreu o advento das criptomoedas como o Bitcoin, que já foi apontado como responsável pelo renascimento do sistema bancário livre. Bancos comunitários, provedores de microcrédito, trabalhando em regime de economia solidária, emitem moedas sociais que tem ajudado no desenvolvimento da economia e dos serviços em localidades de baixa renda. O surgimento da criptomoeda e da moeda social  reacendeu as discussões sobre a moeda privada.   